# José Spirolazzi
José Spirolazzi, noto in Italia come Giuseppe Spirolazzi (Rojas, 21 settembre 1915 – ...), è stato un calciatore argentino naturalizzato italiano, di ruolo centrocampista.

## Caratteristiche tecniche
Era un mediano volenteroso e coriaceo, ma di mediocre qualità

## Carriera
In gioventù militò nella Mottese di Motta Visconti. Giocò una partita in Serie A nel Milan e 124 in Serie B nel Fanfulla.

## Palmarès

### Club

#### Competizioni nazionali
- Serie C: 1

Mortara: 1946-1947